# Грейвс, Моррис
Моррис Грейвс (англ. Morris Cole Graves; 28 августа 1910, Фокс-Вэлли, Орегон — 5 мая 2001, Лолета, Калифорния) — американский художник и график, представитель Северо-западной школы живописи.

## Жизнь и творчество
Детство М. Грейвса прошло близ Сиэтла в живописном регионе Пьюджет-Саунд, на северо-западе США.
В 1929—1931 — юнга на торговом судне по Тихому океану, посещал Токио и Шанхай. Во время этих путешествий познакомился с дзэн-буддизмом, интерес к которому он сохранил до конца жизни.
Грейвс был художником-самоучкой. В 1934 оставил другие занятия и целиком посвятил себя живописи. Вместе со своим товарищем, художником Ги Андерсоном, поселился в Сиэтле и открыл в этом городе мастерскую. В 1936—1937 участвовал в работе Федерального проекта по развития искусства (Federal Art Project); в 1938 познакомился с известным американским художником, композитором и философом Джоном Кейджем, преподававшем в Корнишском колледже искусств. В начале 1940-х годов Грейвс был призван в армию США.
Свои художественные работы создавал преимущественно тушью, воском и темперой. Тематически его творчество охватывало животный мир и ландшафты из детства в Пьюджет-Саунд. После знакомства с художником Марком Тоби увлекался также каллиграфией, которую сплетал с мифическими, мистическими элементами. Его живопись этого рода была расценена как относящаяся стилистически к абстрактному экспрессионизму. В 1946—1947, получив стипендию Гуггенхейма, 5 месяцев провёл в Гонолулу. Здесь, в Академии искусств Гонолулу, ознакомился с коллекцией китайской ритуальной бронзы, после чего написал 50 полотен символического содержания и ещё более серьёзно стал изучать буддизм. В послевоенный период совершал многочисленные путешествия в Мексику, Японию и Европу.
Первая персональная выставка работ в Нью-Йорке состоялась в 1947 году в галерее Уиллард. В 1957 году прошла передвижная выставка его работ в ряде городов Германии. В 1990 году состоялась ретроспективная выставка М. Грейвс. Работы за 50 лет (Morris Graves: Works of Fifty Years) в художественном музее города Санта-Клара, Калифорния. В 1998 — выставка Morris Graves Paintings, 1931-97 в нью-йоркском Музее американского искусства Уитни.

## Галерея
- Избранные полотна М. Грейвса
- 6 работ М. Грейвса (недоступная ссылка)